# Stuyvesant High School
La Stuyvesant High School (Lycée Stuyvesant) est un établissement public new-yorkais d'enseignement secondaire, spécialisé dans les disciplines des mathématiques et des sciences. Fondée en 1904 dans le quartier Est de Manhattan, l'école a emménagé en 1992 dans de nouveaux locaux, à Battery Park City. Stuy, qui compte de nombreux anciens élèves célèbres, dont quatre prix Nobel, tire sa réputation de son enseignement de haut niveau, qui permet à un large pourcentage de ses diplômés d'intégrer des universités prestigieuses. L'école fait partie du département de l'Éducation de la ville de New York.
La Stuyvesant High School fait partie des Specialized High Schools of New York City, une structure qui regroupe (en 2006-2007) les neuf lycées publics new yorkais accessibles uniquement sur des critères de recrutement sélectifs. Ces écoles, gérées par le département de l'éducation de la ville de New York, sont accessibles gratuitement aux résidents de la ville de New York, l'admission ayant lieu sur concours. Il existe entre ces différents lycées une ambiance de compétition cordiale, génératrice d'émulation. Ainsi, la Stuyvesant High School et la Bronx High School of Science se disputent chaque année la première place du Intel Science Talent Search, un concours scientifique sur des matières telles que la physique, les mathématiques ou la biochimie, dont le prix est une bourse d'études d'une valeur de 100 000 dollars.
L'établissement, d'abord réservé aux garçons, est devenu mixte en 1969. En outre, depuis l'installation des locaux à Battery Park City en 1992, les équipements pour les filles sont devenus aussi nombreux que ceux des garçons.
Lors des attentats du 11 septembre 2001, les locaux de l'école, toute proche du World Trade Center, servirent de poste de commande durant plusieurs semaines suivant les événements. Les cours furent provisoirement transférés à la Brooklyn Technical High School (Brooklyn Tech). Le roman Nine Eleven de l'écrivain Jean-Jacques Greif relate cet épisode.

## Historique

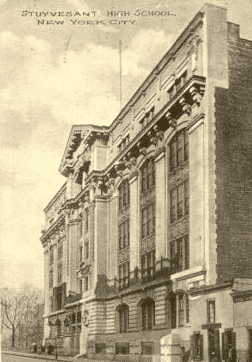
Carte postale montrant les locaux de la Stuyvesant High School de la quinzième rue.

La Stuyvesant High School tient son nom du néerlandais Pieter Stuyvesant, dernier directeur général à avoir administré la colonie de la Nouvelle-Néerlande, avant que les Anglais ne s'en emparent en 1664.
L'école, fondée en 1904, constitue alors le premier lycée public masculin d'enseignement technique de Manhattan, et accueille en son sein 155 élèves et 12 enseignants. En 1907, l'école est déplacée de son emplacement initial, au 225 Est de la 23e rue, vers des constructions conçues par l'architecte C.B.J. Snyder, situées au 345 Est de la quinzième rue, un emplacement qu'elle occupera durant 85 ans. Sa réputation grandissante au regard de ses excellentes performances en mathématiques et en sciences amena l'établissement à restreindre, en 1919, son admission sur résultats scolaires.
L'école, devant le nombre grandissant d'élèves, fut obligée de réorganiser ses cours et la répartition de ses élèves en deux sessions distinctes. Furent mises en place une première session d'élèves le matin et une deuxième session d'élèves d'après-midi et de début de soirée, chaque session étudiant les enseignements de manière intégrale. Cette politique de double session perdura jusqu'en 1956,.
Dans les années 1930, afin de rendre les conditions d'entrée à l'établissement plus difficiles, des examens d'entrée furent mis en place. Dans les années 1950, un plan de rénovation d'un budget de 2 millions de dollars fut adopté, afin de moderniser les classes de cours, les bibliothèques, magasins et cafétérias de l'école.
En 1957, une équipe de 50 étudiants entreprit, avec le soutien du département de physique de l'établissement, l'élaboration d'un cyclotron. Après plus de quatre années de construction, un premier essai concluant est effectué à faible puissance en 1962. Un précédent essai à forte puissance avait, selon le témoignage d'un ancien élève de 1962 Matt Deming, provoqué une coupure électrique générale du bâtiment et des constructions alentour,.
L'année 1969 marque pour l'établissement, jusqu'alors non mixte, le début de sa mixité. Sur les 14 dossiers acceptés de candidates filles, 12 d'entre elles débuteront l'année scolaire au sein de l'école. Aujourd'hui, le nombre de filles dans l'école est de 43 %.
En 1972, la Stuyvesant High School, avec la Brooklyn Technical High School, la Bronx High School of Science et la Fiorello H. LaGuardia High School of Music & Art and Performing Arts obtient le statut de Specialized High Schools of New York City, sur décision de la législature d'État de la ville de New York. Ce statut uniformise l'admission à ces établissement, qui reste gratuite mais se fait désormais par un concours commun aux trois écoles. Cet examen porte le nom du nom de Specialized High Schools Admissions Test (SHSAT), et teste les aptitudes des étudiants en mathématiques et en expression écrite. Seul l'accès à la LaGuardia High School comprend une épreuve orale, qui compte plus que l'épreuve écrite afin de concorder avec la mission artistique de son enseignement.
En 1992, un nouveau bâtiment est construit sur les bords de mer afin d'abriter le lycée.

## Le 11 septembre
Stuyvesant est à approximativement 400m ou 5 minutes de marche du site où s'élevaient les tours du World Trade Center détruites le 11 septembre 2001. L'école a été évacuée pendant l'attaque. Bien que le nuage de fumée venant du World Trade Center ait totalement envahi le bâtiment, le bâtiment en lui-même n'a subi aucun dommage collatéral. Lorsque les cours reprirent le 21 septembre, les étudiants furent transférés dans les locaux du Brooklyn Technical High School afin que les locaux du lycée continue à servir de base d'opération et de sauvetage des victimes de l'attentat. Cette situation a engendré, au sein du lycée de Brooklyn, de sérieux problèmes de surcapacité des salles de cours, si bien que certains enseignements furent divisés en deux sessions d'élèves afin de faire face à l'afflux d'étudiants. C'est le 9 octobre que la situation redevient normale et que les cours reprennent au sein du lycée Stuyvesant.
Du fait de la proximité des bâtiments du lycée avec l'emplacement de Ground zero, celui-ci a été exposé à des retombées d'amiante. L'Agence de protection de l'environnement des États-Unis a affirmé à ce moment-là que le lycée était sauf par rapport à un éventuel danger lié à l'amiante, et a entrepris un nettoyage complet des lieux, mais l'association des parents d'élèves du lycée Stuyvesant a contesté les conclusions fédérales officielles. Divers incidents liés à des problèmes de santé seront relevés après les évènements du 11 septembre : des problèmes respiratoires, engendrant des difficultés à enseigner, seront constatés chez le professeur Mark Bodenheimer, qui sera transféré au Bronx High School of Science; Amit Friedlander, élève du lycée et diagnostiqué d'un cancer, sera fortement médiatisé en septembre 2006 par la presse locale. Il s'est écoulé une année avant que les bâtiments et le système d'aération du lycée fut entièrement nettoyé et durant laquelle les élèves ont occupé les lieux, et même si aucune certitude ne permet d'affirmer qu'il y ait un lien direct entre les problèmes de santé isolés et l'exposition à l'amiante, des craintes subsistent et un groupe d'étudiant a fait pression pour obtenir des aides médicales.
On compte parmi les victimes de l'attentat du World Trade Center plusieurs anciens élèves du lycée, dont Daniel D. Bergstein '80, Alan Wayne Friedlander '67, Marina R. Gertsberg '93, Aaron J. Horwitz '94, David S. Lee '82, Arnold A. Lim '90, Gregory D. Richards '88, Maurita Tam '97 et Michael Warchola '68. Richard Ben-Veniste '60 fut par ailleurs membre de la commission sur le 11 septembre.

## Élèves connus
Stuyvesant compte parmi ses anciens élèves beaucoup de mathématiciens, dont des personnalités majeures dans ce domaine, investies pour la plupart dans de grandes universités. Un certain nombre de physiciens et chimistes importants ont également été des élèves de Stuyvesant, ainsi que des personnalités des médias et artistes connus, dont l'actrice Lucy Liu, les acteurs James Cagney et Tim Robbins, ou Walter Becker, membre du groupe de musique Steely Dan. Des personnages de fiction sont aussi censés y avoir fait leurs études, par exemple la policière Kate Beckett.
Parmi les anciens élèves de Stuyvesant figurent quatre prix Nobel :
- Joshua Lederberg (1941) - Prix Nobel de physiologie ou médecine de 1958
- Robert Fogel (1944) - « Prix Nobel » d'économie de 1993
- Roald Hoffmann (1954) - Prix Nobel de chimie de 1981
- Richard Axel (1963) - Prix Nobel de physiologie ou médecine de 2004.